# 라두 아 라두
《라두 아 라두》(포르투갈어: Lado a Lado)는 2012년 방영된 브라질의 텔레노벨라이다.